# Perigonia pallida
Espèce
Perigonia pallida est une espèce d'insectes lépidoptères (papillons) appartenant à la famille des Sphingidae, à la sous-famille des Macroglossinae et au genre Perigonia.

## Description
L'imago
L'envergure varie de 54 à 58 mm. L'espèce est semblable à Perigonia stulta, mais de teinte généralement plus pâle et les ailes antérieures sont plus étroites. En outre, la bordure brune sur la face dorsale de l'aile postérieure est plus étroite et la tache basale a une teinte plus jaune.

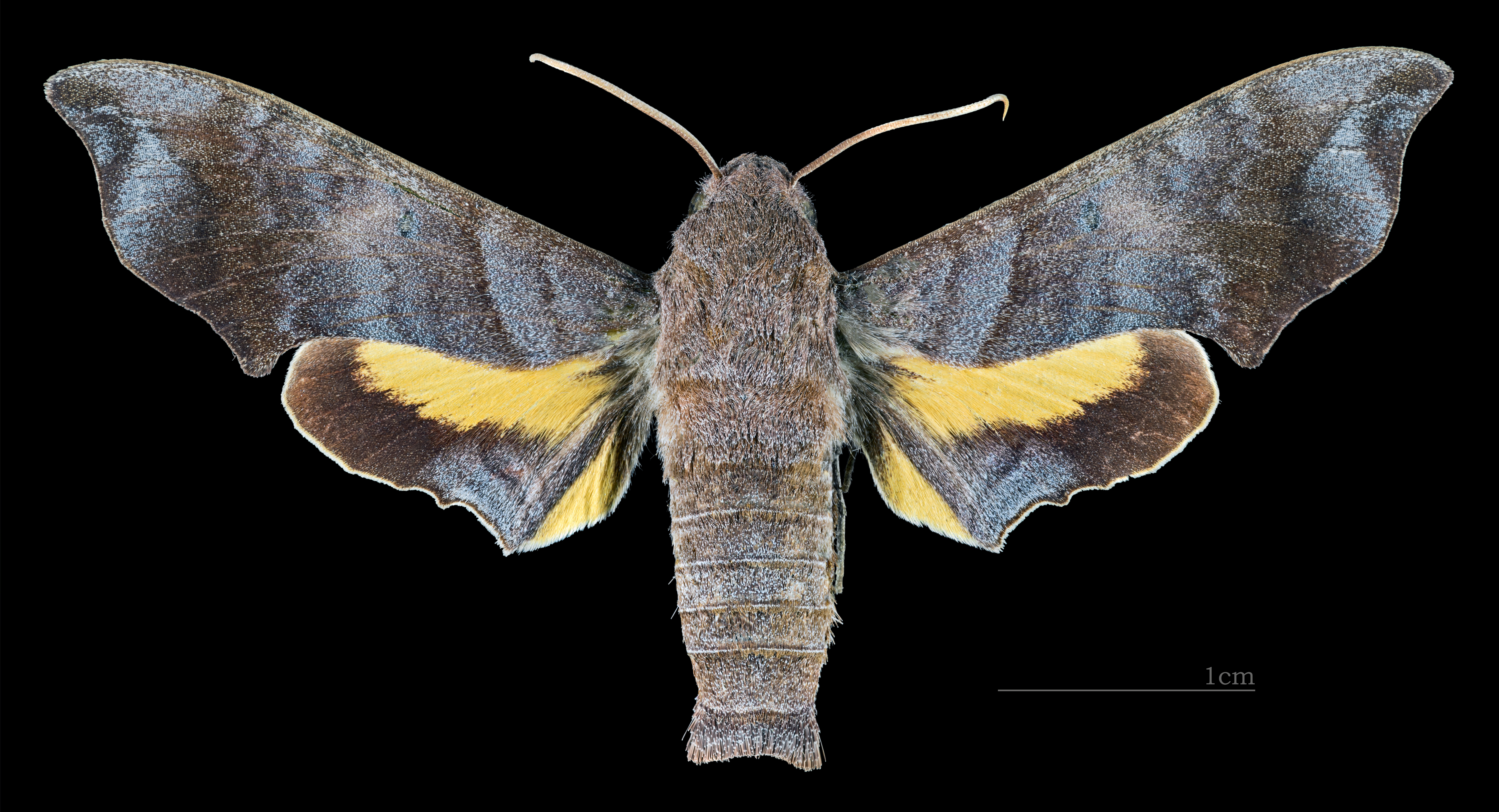
Face dorsale de la femelle (coll.MHNT)
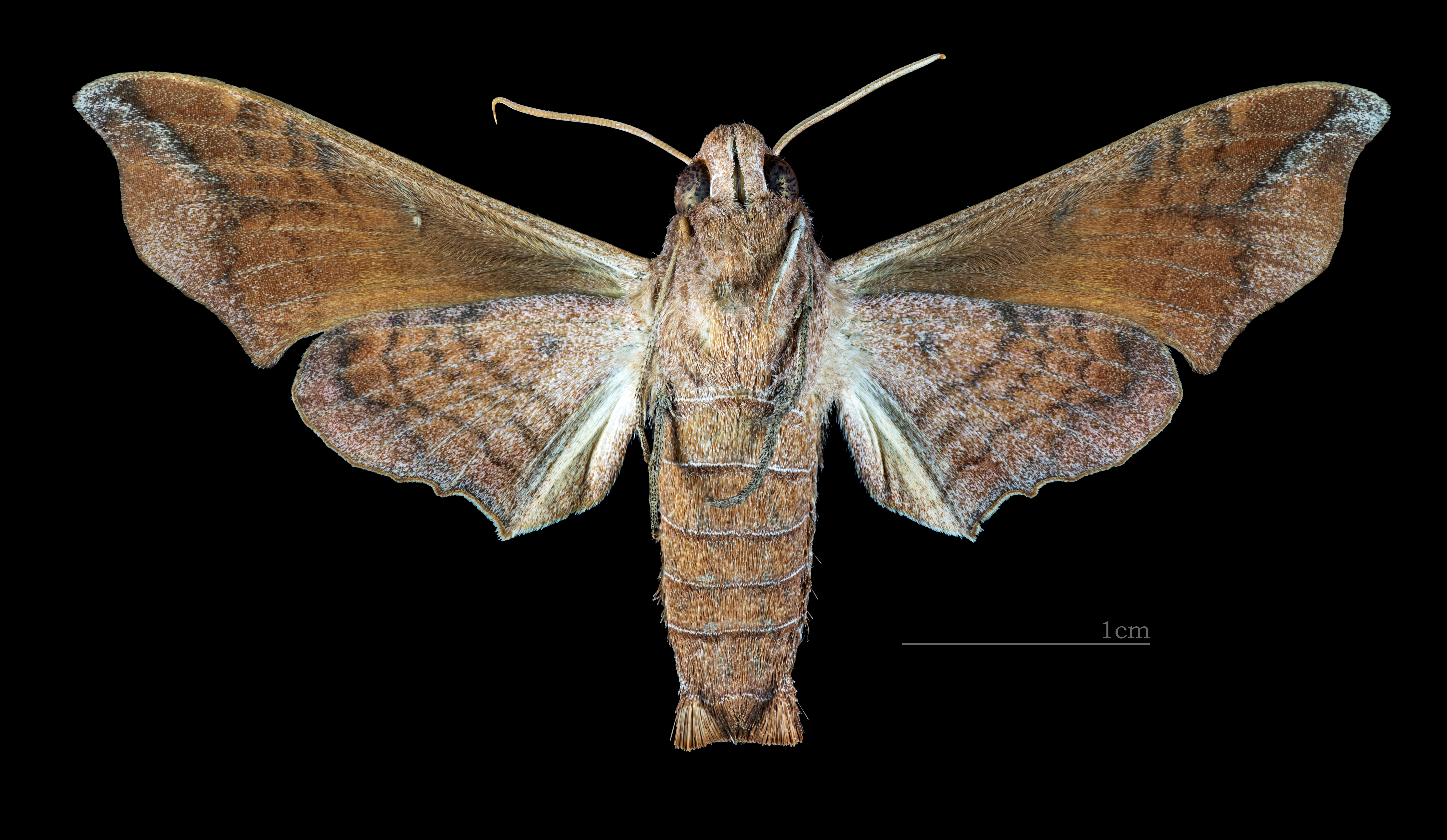
Face ventral de la femelle (coll.MHNT)

## Biologie
- Des adultes volent en novembre au Brésil et de novembre à décembre en Bolivie.

## Répartition et habitat
Répartition
L'espèce est connue au Venezuela, Paraguay, Bolivie, Argentine et Brésil.

## Systématique
- L'espèce  Perigonia pallida a été décrite par les entomologistes Lionel Walter Rothschild et Karl Jordan en 1903[1]

### Synonymes
- Perigonia pallida rufescens Daniel, 1949